# جيمس ويلسون (عالم)
جيمس ويلسون (بالإنجليزية: James Q. Wilson)‏ (و. 1931 – 2012 م) هو عالم سياسة، وأستاذ جامعي، من الولايات المتحدة الأمريكية، ولد في دنفر، كولورادو، وكان عضوًا في الأكاديمية الأمريكية للفنون والعلوم، توفي في بوسطن، عن عمر يناهز 81 عاماً.

## مناصب
تولى منصب رئيس مجلس الإدارة، American Political Science Association ‏ (1991–1992).

## التعليم
تعلم في University of Redlands ‏، وجامعة شيكاغو.

## مناصب وهيئات
أدار جامعة كاليفورنيا، لوس أنجلوس، وجامعة هارفارد.

## جوائز
حصل على جوائز منها:
- وسام الحرية الرئاسي.

## روابط خارجية
- جيمس ويلسون على موقع IMDb (الإنجليزية)
- جيمس ويلسون على موقع إن إن دي بي (الإنجليزية)